# Wyspa Rewolucji Październikowej
Wyspa Rewolucji Październikowej (ros. остров Октябрьской Революции) – największa wyspa w rosyjskim archipelagu Ziemi Północnej. Współrzędne geograficzne: 79°30′N 97°30′E/79,500000 97,500000. Zajmuje powierzchnię 14 170 km². Najwyższy szczyt wznosi się na wysokość 965 m n.p.m.
Połowę wyspy pokrywają lodowce, natomiast pozostałą część porasta tundra lub jest ona pozbawiona roślinności.
Wyspa była po raz pierwszy badana i nazwana przez radzieckich podróżników G.A. Uszakowa i N.N. Urwancewa w latach 1930–1932.